# Eddy Mazzoleni
Eddy Mazzoleni (Bergamo, 29 luglio 1973) è un ex ciclista su strada italiano.
Professionista dal 1996 al 2007, colse tre vittorie, una tappa al Tour de Suisse, una al Tour de Romandie e una edizione del Giro del Veneto.

## Carriera
Da ricordare la sua impresa al Giro d'Italia 2004, quando, benché fosse un gregario di Gilberto Simoni al team Saeco, trascinò un altro suo compagno di squadra, Damiano Cunego, ad un'importante vittoria di tappa che consentì a quest'ultimo di guadagnare i minuti necessari a conseguire la vittoria del Giro.

Il team Astana lo ingaggiò nel 2007 confidando nelle sue grandi doti da gregario per Paolo Savoldelli, che gli consentirono addirittura di lottare al Giro d'Italia di quell'anno per le prime posizioni (chiuse terzo). Il 30 giugno la squadra lo sospese per il suo presunto coinvolgimento nel caso Oil for Drugs, annunciando, il 16 luglio seguente, la rescissione del contratto.
Nel giugno 2010 patteggia a quattro mesi la condanna in merito all'indagine per il traffico di sostanze dopanti nelle palestre che ha coinvolto anche la moglie Elisa Basso, sorella di Ivan.
Attualmente si cimenta in gara di MTB nella provincia bergamasca (circuito Orobie Cup), ottenendo vittorie di rilievo.
Il 24 luglio 2013 il Senato Francese ha fatto il suo nome come atleta positivo all'Epo nel Tour del 1998 rivelando la lista delle persone positive ai test retroattivi effettuati nel 2004.

## Palmarès
- 1994 (dilettanti)

Gran Premio Delfo
- 1995 (dilettanti)

Classifica generale Tour de Nouvelle-Caledonie
7ª tappa Regio-Tour
- 2000

6ª tappa Tour de Suisse (Ulrichen > Ulrichen)
3ª tappa Tour de Romandie
- 2005

Giro del Veneto

## Piazzamenti

### Grandi giri
- Giro d'Italia

2000: 55º
2002: 15º
2003: 10º
2004: 21º
2007: 3º
- Tour de France

1998: 71º
2002: 70º
2003: ritirato (9ª tappa)
2005: 13º
2006: 27º
- Vuelta a España

1996: ritirato (14ª tappa)
1997: non partito (2ª tappa)
1999: 60º
2004: 70º

### Classiche
- Milano-Sanremo

1998: 49º
1999: 110º
2000: 167º
2002: 29º
- Giro delle Fiandre

1996: 41º
2000: 19º
- Liegi-Bastogne-Liegi

1998: 38º
2000: 59º
2001: 20º
2002: 29º
2003: 9º
2004: 13º
2006: 39º
- Giro di Lombardia

1999: 3º
2004: 7º

### Competizioni mondiali
- Campionati del mondo

Colorado Springs 1991 - In linea Juniors: 3º
Palermo 1994 - In linea Dilettanti: 9º
Lisbona 2001 - In linea: 58º